# Філінюк Анатолій Григорович
Анатолій Григорович Філінюк — науковець, освітянин, історик, доктор історичних наук, професор, академік Національної академії наук вищої освіти України.

## Життєвий шлях
Анатолій Григорович Філінюк народився 15 травня 1953 року в селі Шекеринці Ізяславського району Хмельницької області в багатодітній сім'ї. В старших класах школи зайнявся журналістикою — писав невеличкі замітки про життя школи і сільської громади для районної газети «Колгоспне життя».

## Трудова діяльність
Після закінчення школи спочатку трудився в будівельній бригаді рідного колгоспу, потім навчався на водія автомобіля в Білогірській школі ДТСААФ. Отримавши водійські права навесні 1971 року, розраховував працювати в колгоспному автопарку, однак довелось йти на строкову службу в армії (її проходив на Балтійському морі, в бригаді ракетних катерів). Після демобілізації працював в сільгоспартілі і водночас готувався до вступу на історичний факультет Кам'янець-Подільського державного педагогічного інституту, до якого вступив 1974 року.
21 червня 1985 року Анатолій Філінюк захистив дисертацію на звання кандидата історичних наук. У 1987 році його, як молодого і перспективного вченого, запросили на роботу інструктором у відділ освіти і науки Хмельницького обкому КПУ, а після реорганізації — завідувачем сектором науки і освіти ідеологічного відділу цього партійного комітету. В 1990 році Анатолій Григорович добровільно перейшов на роботу в обласний інститут удосконалення вчителів і очолив кафедру суспільних дисциплін.
В кінці 1994 р. Анатолія Григоровича ректор педінституту А. Копилов запросив на посаду проректора з наукової роботи вишу. Як учений-історик, в 90-х роках XX ст. А. Г. Філінюк став готувати праці з історіографії та методології, загальної історії України та її окремих періодів для потреб науки і навчально-виховного процесу вищої школи. Водночас визначився з головною темою власного дослідження «Інкорпорація Правобережної України до складу Російської імперії наприкінці XVIII — на початку XIX ст.», розробка якої тривала 18 років і вилилася в захист докторської дисертації «Правобережна Україна наприкінці XVIII — на початку XIX століття: інкорпорація до складу Російської імперії» 29 березня 2013 року на засіданні спеціалізованої вченої ради інституту історії України НАН України.
За період перебування Анатолія Григоровича на посаді проректора з наукової роботи в 1995—2006 роках у виші було проведено 185 різноманітних наукових форумів, захищено біля 100 дисертацій, видано понад 200 збірників праць, сумарна наукова продукція викладачів університету склала 13628 монографій, навчально-методичних підручників, розробок, посібників, статей тощо. Останнім часом кафедра під керівництвом Анатолія Григоровича вийшла на передові рубежі історичної науки, стала відома в Україні і за її межами.

## Нагороди
- Почесна грамота Верховної Ради України,
- Почесне звання «Заслужений діяч науки і техніки України»,
- «Відмінник освіти України»,
- найвища відзнака Кам'янець-Подільської міської ради «За заслуги перед міською громадою»,
- нагрудний знак «За вагомий внесок в розвиток освіти і науки в Кам'янець-Подільському національному університеті імені Івана Огієнка»,
- Почесний краєзнавець України (2013),
- низка почесних грамот і відзнак інших державних, наукових і громадських установ та організацій.

## Про А.Г.Філінюка
1. Баженов Л. В. Діяч краєзнавчого руху, дослідник історії Поділля-Хмельниччини: (професору Анатолію Григоровичу Філінюку — 60) / Л. В. Баженов, В. А. Дубінський, О. М. Завальнюк [та ін.] // Краєзнавець Хмельниччини : наук.-краєзн. зб. — Кам'янець-Поділ., 2013. — Вип. 5. — С. 164—168.
2. Григоренко О. П. Самовідданий сівач правдивого українства: уродженець Ізяславщини професор А. Г. Філінюк // Південно-Східна Волинь: від давнини до сьогодення : матеріали міжнар. наук.-краєзн. конф. — Шепетівка, 2015. — С. 516—525.
3. Завальнюк О. М. Вчений, інтелектуал, педагог, гуманіст, патріот (до 60-річчя доктора історичних наук, професора, заслуженого діяча науки і техніки України Анатолія Григоровича Філінюка) // Вісник Кам'янець-Подільського національного університету ім. І. Огієнка: іст. науки. — Кам'янець-Поділ., 2013. — Вип. 6: на пошану професора А. Г. Філінюка. — С. 9-36.
4. Красуцький М. Сходження: людина та її справа // Край Кам'янец. — 2003. — 27 трав.